# Quadrijato

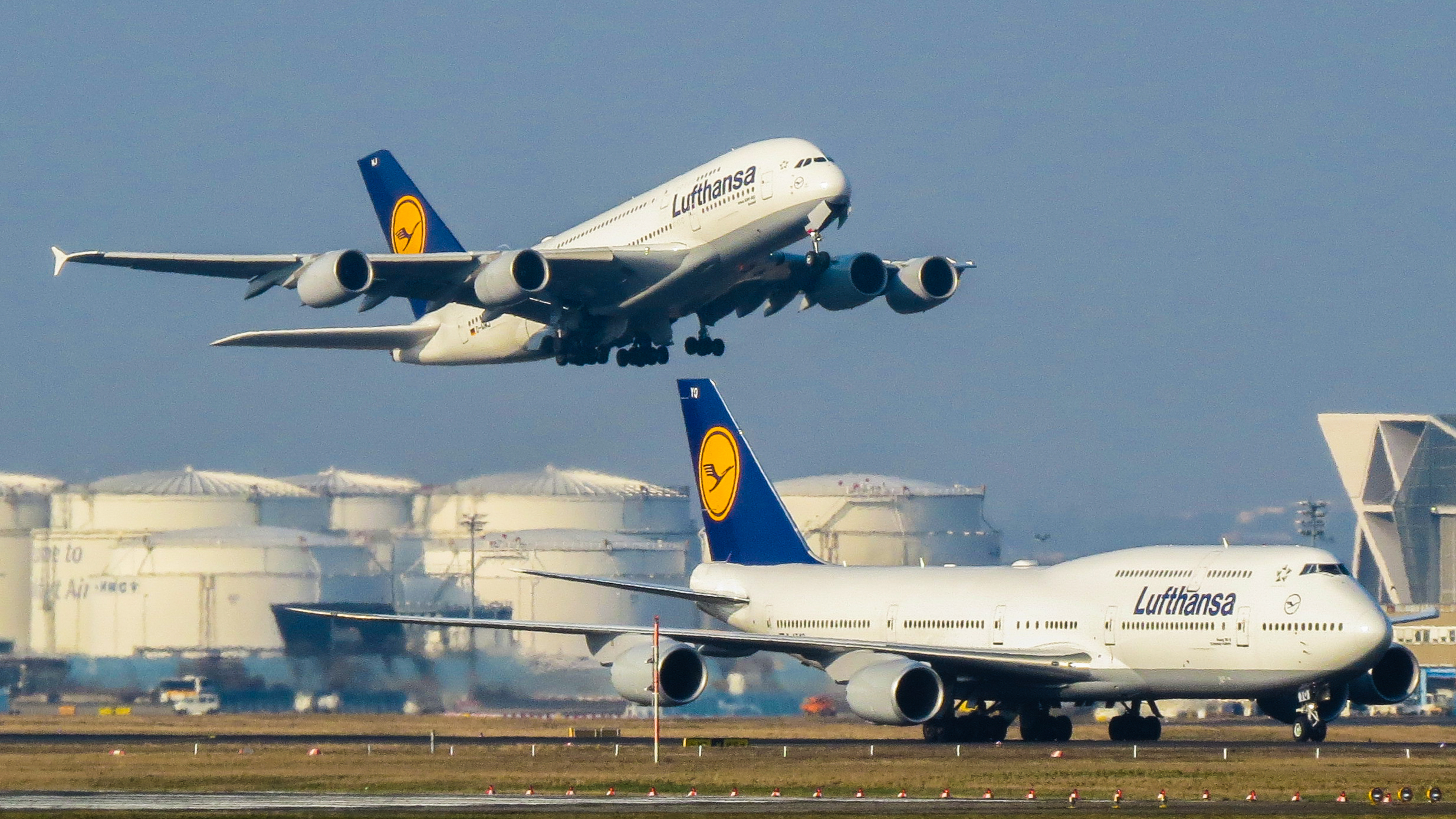
Airbus A380 e Boeing 747, exemplo de aviões quadrijatos.

Quadrijatos são aviões equipados com 4 motores a jato, seja turbojato ou turbofan. Os quadrijatos mais famosos da aviação civil são os Boeing 747, os Airbus A340 e os Airbus A380.

## Galeria
- Airbus A340
- Airbus A380.
- Boeing 707.
- Boeing 747
- Vickers VC10